# Noailles (Oise)
Noailles es una localidad y comuna francesa, situada en el departamento de Oise, en la región de Picardía.

## Demografía
| 1267 | 1333 | 1538 | 1757 | 2415 | 2672 |
| Para los censos de 1962 a 1999 la población legal corresponde a la población sin duplicidades (Fuente: INSEE [Consultar]) |      |      |      |      |      |

## Lugares de interés
- El edificio de L’Hôtel de Ville
- Iglesia de Saint-Lucien